# Neoporus asidytus
Neoporus asidytus är en skalbaggsart som först beskrevs av Young 1984.  Neoporus asidytus ingår i släktet Neoporus och familjen dykare. Inga underarter finns listade i Catalogue of Life.